# ¡Arriba juventud!
¡Arriba juventud! es una película filmada en colores de Argentina dirigida por Leo Fleider según su propio guion escrito en colaboración con Jorge Falcón que se estrenó el 4 de marzo de 1971 y que tuvo como protagonistas a Norberto Pardal, Roko, Rosanna Falasca, Noemí del Castillo y Eddie Pequenino.

## Sinopsis
Cuanta las historia de dos jóvenes que hasta el momento fracasaron en todos los trabajos hasta que viajan a Jujuy para participar en un festival de la canción para desconocidos y conocen allí a dos jóvenes de familia adinerada e inician con ellas una relación romántica.

## Reparto
Participaron en el filme los siguientes intérpretes:
- Norberto Pardal ...Cachorro
- Roko...Sergio Andrade
- Rosanna Falasca... Susana
- Noemí del Castillo... Rina Gonzálvez Del Solar Matienzo
- Eddie Pequenino... Don Spadavecchia
- Vicente Rubino...Don Hollejo
- Roberto Airaldi...Dueño del Hotel, Padre de Susana
- Fidel Pintos
- Rodolfo Crespi... Comisario
- Oscar Petri
- Conjunto Lechuga y Los Blue Caps
- Mario Amaya

## Comentarios
La Prensa escribió:

”Con absoluta certeza que nuestros realizadores  han decidido adoptar fórmulas vigentes hace un cuarto de siglo.”

Manrupe y Portela escriben:

”Modesto musical con paisajes y protagonistas de paso fugaz por el cine.”